# Famille Guigues de Moreton de Chabrillan
 (janvier 2018).
Si vous disposez d'ouvrages ou d'articles de référence ou si vous connaissez des sites web de qualité traitant du thème abordé ici, merci de compléter l'article en donnant les références utiles à sa vérifiabilité et en les liant à la section « Notes et références ».
La famille Guigues de Moreton de Chabrillan est une famille éteinte de la noblesse française, d'extraction chevaleresque, originaire du Dauphiné. Sa filiation est suivie depuis 1306. Elle a formé deux branches, dont l'ainée fut titrée marquis de Chabrillan en 1674, et dont la branche cadette s'est établie par mariage en 1639 dans le Vivarais. Cette famille s'est éteinte en ligne masculine avec sa branche ainée en 1950. Elle compte parmi ses membres deux lieutenants généraux, deux maréchaux de camp, un député, un chambellan, 
un pair de France.

## Histoire
La famille Guigues est originaire de la région de Pierrelatte, dans le sud de la Drôme, en Dauphiné.
Sa branche cadette a fait souche en 1639 à Saint-Jean-le-Centenier, en Ardèche.
La famille Guigues de Moreton de Chabrillan eût neuf fois les honneurs de la Cour de 1751 à 1789.

## Personnalités
- François-César de Moreton de Chabrillan (1701-1776), maréchal de camp
- Jacques Aimard de Moreton de Chabrillan (1729-1802), lieutenant général des armées du roi
- Joseph-Dominique de Chabrillan (1744-1793), maréchal de camp
- Jacques Henri de Moreton de Chabrillan (1752-1793), lieutenant général des armées du roi
- Hippolyte-César de Chabrillan (1767-1835), député de la Drôme (1815-1816 ; 1816-1823 ; 1824-1827)
- Aimé Jacques Marie Constant de Moreton de Chabrillan (1780-1847), chambellan de Napoléon Ier
- Alfred-Philibert-Victor de Chabrillan (1800-1871), marquis de Chabrillan, pair de France de 1827 à 1848, il est monarchiste constitutionnel
- Aynard Guigues de Moreton de Chabrillan (1869-1950), marquis de Chabrillan, il a revendiqué le trône princier de Monaco sur lequel il a estimé pouvoir détenir des droits en 1949, dernier du nom.

- Portrait de Madame de Moreton
comtesse de Chabrillan, 1782
par Élisabeth Vigée Le Brun
Collection privée
Vente Heritage 2006

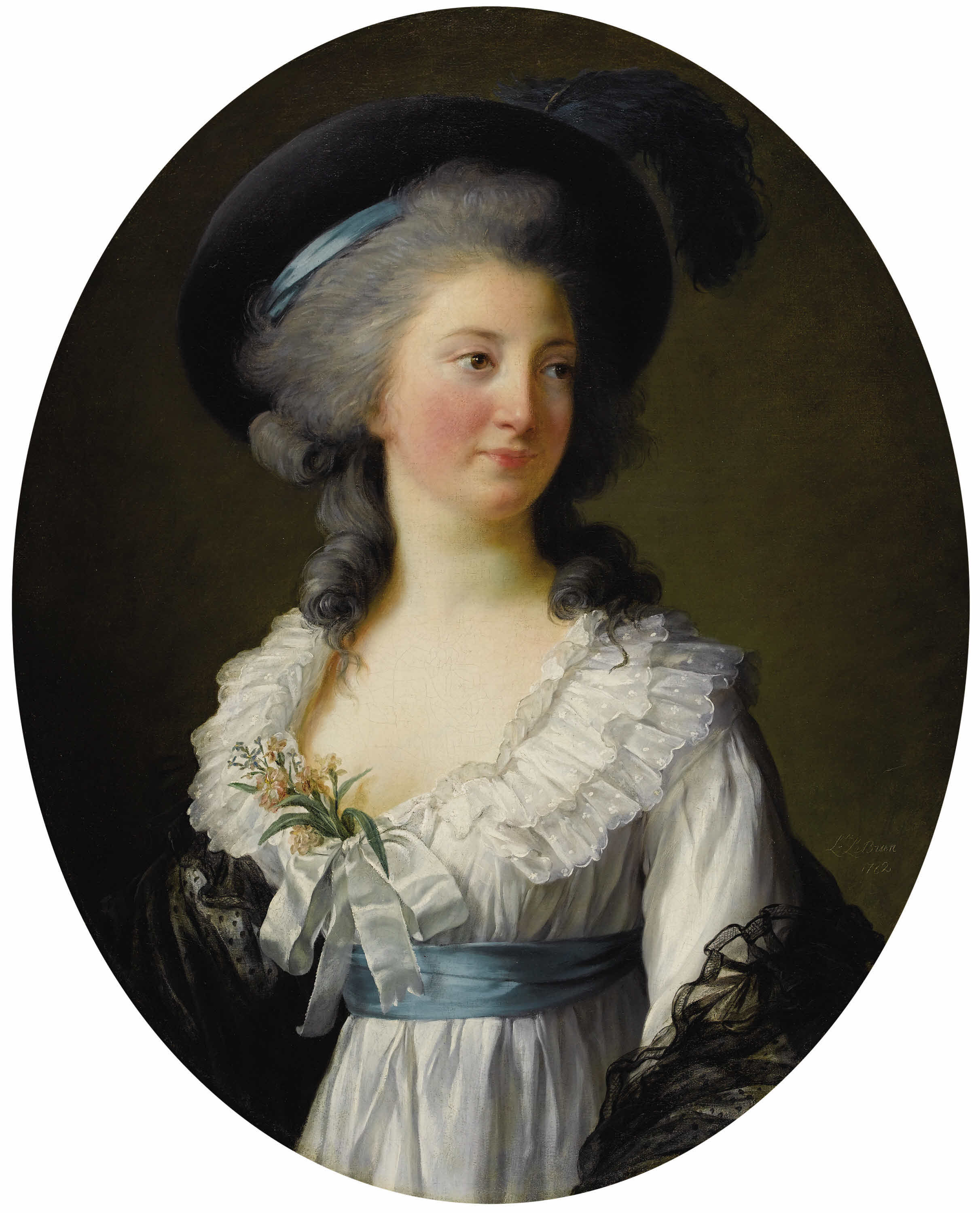
Portrait de Madame de Moreton comtesse de Chabrillan, 1782 par Élisabeth Vigée Le Brun Collection privée Vente Heritage 2006
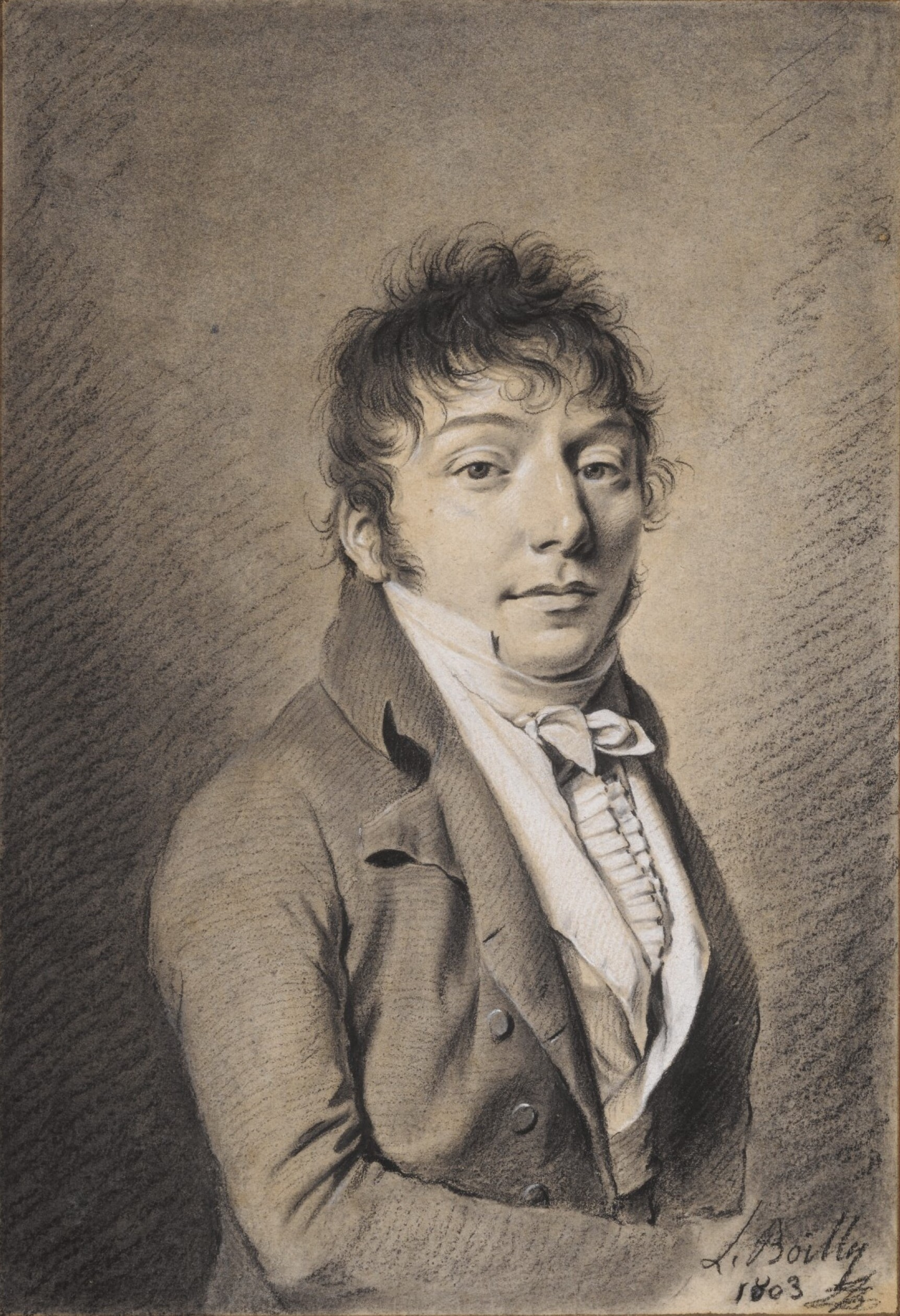
Aimé-Marie-Constant Guigues de Moreton de Chabrillan (1780-1847)

## Filiation
- Guillaume de Moreton (+ v. 1270), chevalier, seigneur de la Palud x Meinette de Montoison
  - Pierre Guigues Moreton (+ peu après 1325), seigneur de la Palud, de Saint-Sauveur
    - Guillaume Guigues Moreton (+ v. 1346), chevalier, seigneur de la Palud, co-seigneur de Taulignan x Doyenne de Pierrelatte
      - Raymond Guigues ou Moreti, seigneur de la Palud, co-seigneur de Taulignan, co-seigneur de Pierrelatte, x1 Agnès d'Audigier, dont postérité ; x2 Aleysette Liouratte, sans postérité
        - Antoine Moreti ou Moreton, co-seigneur de Pierrelatte, puis seigneur de Chabrillan, x1 Bonne de Maillan ; x2 Alayse Flandrin
          - Deganesse Moreton (du 1er lit), x Eymar de Brotin, seigneur de Pariset et de Rochefourchat
          - Étienne Moreton de Pierrelatte (du 2e lit), seigneur de Chabrillan, x1 Marguerite de la Marette ; x2 N. Aloïs de Vassieux
          - Eynard ou Isnard Moreton (+ v. 1498), seigneur de Chabrillan, x Clarette Aloïs
            - François de Moreton, seigneur de Chabrillan, co-seigneur de Châteauneuf de Mazenc et de la Bastie-Rolland, x en 1506 Dauphine de Seytres
              - Charles de Moreton, seigneur de Chabrillan, homme d'armes du chevalier Bayard, x Agnès du Puy de la Roche
                - Hélène de Moreton de Chabrillan x César de Briançon, seigneur de Celerin
                - Louise de Moreton de Chabrillan x Charles de Latier de Bayane, seigneur d'Orcinas et de Souspiere, capitaine
                - Eynarde de Moreton de Chabrillan x Pierre de Chaboud
                - Ragonde de Moreton de Chabrillan, abbesse de Saint-André-de-Ramières
                - Jeanne de Moreton de Chabrillan x Humbert, seigneur de Chapolier

              - Christophe de Moreton de Chabrillan
              - Emard ou Morard de Moreton de Chabrillan
              - Sébastien de Moreton de Chabrillan, chevalier, seigneur de Chabrillan, de Châteauneuf de Mazenc et autres lieux, chevalier de l'ordre du roi, capitaine des gardes, gouverneur de Provins et de Château-Gaillard, x en 1563 Louise du Moulin (+1619)
                - François de Moreton de Chabrillan (1567-16..)
                - Louise de Moreton de Chabrillan (1568-), x1 en 1583 François-Antoine de Clermont, baron de la Roche-Montoison, mestre de camp ; x2 en 1587 Hercule de Tholon de Saint-Jaille
                - Jacques de Moreton de Chabrillan (1571-1614), chevalier, seigneur de Chabrillan et autres lieux, mestre de camp, x en 1595 Guigonne d'Urre d'Ourches
                  - Antoine de Moreton de Chabrillan, chevalier, seigneur de Chabrillan et autres lieux, syndic de la noblesse du Dauphiné, x Isabeau de Chaponay
                    - Isabeau de Moreton de Chabrillan (1628-), x Pierre-Louis de Veynes, conseiller au parlement
                    - Laurent de Moreton de Chabrillan (1631-), seigneur d'Ourches, capitaine de cavalerie, tué au siège de Pavie
                    - Guigonne de Moreton de Chabrillan (1632-)
                    - Anne de Moreton de Chabrillan (1634-)
                    - Gasparde de Moreton de Chabrillan (1636-)
                    - Joseph de Moreton de Chabrillan (1637-), chevalier, marquis de Chabrillan (marquisat de 1674), syndic de la noblesse du Dauphiné, lieutenant du roi en Valentinois x Antoinette de Vichy
                      - Antoine de Moreton de Chabrillan (1669-), marquis de Chabrillan, capitaine de cavalerie, gouverneur du Dauphiné, x Antoinette de Grolée-Viriville
                        - François-César de Moreton de Chabrillan (1701-), marquis de Chabrillan, maréchal de camp, x1 en 1729 Marguerite-Charlotte de La Fare ; x2 en 1738 Marie-Catherine d'Astuaud de Murs (+1755)
                          - Louise Catherine de Moreton de Chabrillan (1741-1829), x Flodoard-Eléonore, comte de Bally
                          - Françoise de Moreton de Chabrillan (1742-1812), x Camille de Serre-Saulnier, marquis de Gras, grand-bailli d'épée du Vivarais
                          - Joseph-Dominique de Chabrillan (1744-1793), marquis de Chabrillan, maréchal de camp, général de brigade, x Innocente Aglaé de Vignerot du Plessis Richelieu d'Aiguillon
                            - Hippolyte-César de Chabrillan (1767-1835), marquis de Chabrillan, lieutenant-colonel, député royaliste sous la Restauration, x en 1784 Antoinette Françoise Marie Nompar de Caumont La Force
                              - Joséphine Marie Zoé Guigues de Moreton de Chabrillan (1788-1884), x en 1818 Antoine Joseph Godart, comte de Belbeuf
                              - Alphonse Louis Isidore César Hippolyte Guigues de Moreton de Chabrillan (1790-1812), officier de carabiniers mort des blessures reçues à la bataille de Viazma
                              - Fortunée-Louise-Innocente-Malvina Guigues de Moreton de Chabrillan (1801-1866), x en 1821 Auguste-Victor, comte de Masin de Bouy (1791-1868), lieutenant-colonel du 4e régiment de cuirassiers
                              - Alfred-Philibert-Victor de Chabrillan (1800-1871), marquis de Chabrillan, pair de France

                            - Pierre Charles Fortuné de Chabrillan (1771-1817), comte de Chabrillan, colonel de cavalerie, x Charlotte Robertine Coustard de Massy
                              - Charles Fortuné Guigues de Moreton de Chabrillan (1796-1863), comte de Chabrillan, x  Joséphine Philis Charlotte Honorine de La Tour du Pin-La Charce
                                - Hippolyte Camille Fortuné Guigues de Moreton de Chabrillan (1828-1900), comte de Chabrillan, x  princesse Anne-Françoise de Croÿ
                                  - Aynard Guigues de Moreton de Chabrillan (1869-1950), marquis de Chabrillan, prétendant au trône princier de Monaco, x Clémentine Félicité Ghislaine Marie de Lévis-Mirepoix
                                    - Anne Marie Fortunée Ghislaine Guigues de Moreton de Chabrillan (1894-1983), x Armand Jean Marie Fernand Nompar de Caumont La Force
                                    - Fortuné Ghislain Guillaume Marie Robert Guigues de Moreton de Chabrillan (1896-1925)
                                    - Fortunée Ghislaine Isabelle Juliette Marie Pauline Guigues de Moreton de Chabrillan (1897-1938) x Emmanuel Victurnien Henri de Rochechouart-Mortemart

                                - Louis Robert Fortuné Guigues de Moreton de Chabrillan (1832-1892)

                          - Jacqueline de Moreton de Chabrillan (1748-1809), x Pierre Paul Antoine de Gras, marquis de Preigne
                          - Françoise de Moreton de Chabrillan (1749-1825), x Louis Angélique Marie de Remigny, marquis de Joux

                        - Antoine-Apollinaire de Moreton de Chabrillan (1707-1783)
                        - Joseph-Toussaint de Moreton (+1768), chevalier de Chabrillan de Saint-Gervais, colonel, brigadier de dragons
                        - Louis de Moreton de Chabrillan (1712-1787), commandeur de Sainte-Luce, bailli, lieutenant-colonel, major commandant de Montélimar
                        - Anne-Josèphe de Moreton de Chabrillan, x en 1723 Jacques d'Hilaire, marques de Joviac
                        - Marie-Claude de Moreton de Chabrillan, religieuse carmélite
                        - N. de Moreton de Chabrillan, religieuse carmélite

                      - Bertrand de Moreton de Chabrillan (1671-), commandeur de Salins
                      - Bertrand-Joseph de Moreton de Chabrillan (1672-1704), colonel du régiment de Chabrillan infanterie, mort à la tête de son régiment à la bataille d'Hochstaedt
                      - Claude de Moreton de Chabrillan, capitaine de grenadiers, tué à la bataille d'Hochstaedt
                      - Dominique-Antoine de Moreton de Chabrillan (1676-), capitaine au régiment de Chabrillan, tué à la bataille d'Hochstaedt
                      - Anne-Marie de Moreton de Chabrillan
                      - Louise-Françoise de Moreton de Chabrillan, x en 1698 Étienne d'Aiguebelle, comte de Montgardin

                    - François de Moreton de Chabrillan (1640-1674), chevalier, seigneur de la Poype, capitaine de cavalerie, mort à la suite de la bataille de Sintzheim
                    - Louis de Moreton de Chabrillan, capitaine de cavalerie, tué en Italie
                    - Marie de Moreton de Chabrillan (1642-)
                    - Louis de Moreton de Chabrillan (1644-), prieur d'Ourches
                    - Claude de Moreton de Chabrillan (1645-)

                  - Charlotte de Moreton de Chabrillan (1597-), abbesse de Saint-André de Ramières
                  - Anne de Moreton de Chabrillan (1598-), x Fabien de Gélas de Léberon, chevalier, seigneur d'Upie
                  - Marguerite (1599-16..), religieuse à Saint-André de Ramières
                  - Georges de Moreton de Chabrillan (1600-)
                  - Charles de Moreton de Chabrillan (1607-16..), commandant le régiment de la Motte-Chabrillan, auteur de la branche de La Motte-Chabrillan, x en 1639 Marie Dangerès
                    - Gabriel de Moreton de Chabrillan (1640-1721), chevalier, seigneur de la Motte-Chabrillan, x Anne de Fay de Villiers
                      - Charles Gabriel de Moreton de Chabrillan (1699-1762), chevalier, seigneur de Mein et de la Motte-Chabrillan, x Marie Anne Nicole de Saint-Colombe de l'Aubépin
                        - Benoît-Marie de Moreton de Chabrillan (1746-1824), baron, seigneur de Mein, de Bruzon, maréchal de camp, x Antoinette Charlotte de Lonlay de Villepail
                          - Henri-Marie de Moreton de Chabrillan (1780-18..), capitaine
                          - Charles-Alexandre-Henri de Moreton de Chabrillan (1782-18..), lieutenant-colonel
                          - Jules-Edouard de Moreton de Chabrillan (1784-1812), lieutenant de cavalerie, mort après la bataille de la Moskova
                          - Louise-Claudine de Moreton de Chabrillan x Gabriel-César de la Fayolle

                      - André Gabriel de Moreton de Chabrillan, chanoine de Saint-Pierre de Vienne
                      - Marie Anne de Moreton de Chabrillan, religieuse à Sainte-Colombe de Vienne
                      - Dorothée de Moreton de Chabrillan, religieuse ursuline à Vienne
                      - Louise Marguerite de Moreton de Chabrillan, x Alexandre-François de Jacquemont, seigneur de l'Horme et du Mouchet en Forez

                    - Laurent de Moreton de Chabrillan (1641-1721) x Marguerite de Rozel de Servas
                      - Claude de Moreton de Chabrillan (+1748), chevalier, seigneur de Boisson, capitaine de cavalerie, x Marie Verdelhan des Fourniels
                        - Jacques Aimard de Moreton de Chabrillan (1729-1802), général de division
                        - Marie Anne de Moreton-Chabrillan, chanoinesse comtesse de Largentière
                        - Jeanne Madeleine de Moreton-Chabrillan, chanoinesse comtesse de Largentière
                        - Marie Madeleine Émilie Victoire de Moreton-Chabrillan (1731-1798), abbesse de l'abbaye aux Bois
                        - Jeanne Marie Louise Thècle de Moreton-Chabrillan, x1 N. de Boucaud ; x2 François-Louis-Antoine de Bourbon Busset (1722-1793), lieutenant-général

                  - Catherine de Moreton de Chabrillan (1606-), x Alexandre de Sibeud, seigneur de Saint-Ferréol, gouverneur de Die
                  - Gasparde de Moreton de Chabrillan (1608-), religieuse à Saint-André de Ramières
                  - Bertrand de Moreton de Chabrillan (1609-1682),
                  - Jeanne de Moreton de Chabrillan (1610-), religieuse à Vernaison
                  - Laurence de Moreton de Chabrillan, x en 1639 Gabriel Dangerès, seigneur du Main
                  - Louis de Moreton de Chabrillan (1613-), seigneur de Saint-Gervais et de Véronne

                - Blanche de Moreton de Chabrillan

              - François de Moreton de Chabrillan
              - Blanche de Moreton de chabrillan x Raymond d'Arces, chevalier, seigneur de Burlet, officier
              - Claire ou Clarette de Moreton de Chabrillan, abbesse de Saint-André de Ramières

            - Claude de Moreton de Chabrillan
            - Simonette de Moreton de Chabrillan
            - Antoinette de Moreton de Chabrillan
            - Sibylle de Moreton de Chabrillan x Ponson du Cros, seigneur du Cros
            - Albert de Moreton, bâtard de Chabrillan

          - Béatrix Moreton
          - Agnès Moreton x Jean Chabert

        - Pierre Moreton (+ v. 1429), co-seigneur de Pierrelatte, auteur de la branche de Granges-Gontardes, x Dauphine Gontard
          - Bermond Moreton, co-seigneur de Pierrelatte et seigneur des Granges Gontardes x Claude Merès
            - Charles de Moreton, seigneur des Granges-Gontardes et de Sauzet x Isabeau Syney
              - François de Moreton, seigneur des Granges-Gontardes, capitaine du Pont de Sorgues
                - Jean de Moreton, seigneur des Granges-Gontardes, co-seigneur de Sauzet x Lionnette de La Porte de L'Artaudière
                  - Jean de Moreton, seigneur des Granges-Gontardes x Martiane de Vesc
                    - Martiane de Moreton x Vital Pelet

                  - Françoise de Moreton x François de Bonas, seigneur de Palières
                  - Marguerite de Moreton

                - Guillaume de Moreton, seigneur de Sauzet x Lucrèce Laurens
                  - Guillaume de Moreton, prévôt de l'église de Saint-Paul-Trois-Châteaux
                  - Jean de Moreton, seigneur de Sauzet, co-seigneur des Granges-Gontardes
                    - Marguerite de Moreton x Antoine d'Alauzier

                  - Françoise de Moreton
                  - Isabeau de Moreton
                  - Madeleine de Moreton x Bernard de Bologne, seigneur de Sallent et de Serbon
                  - Rachel de Moreton

                - Mathieu de Moreton, prévôt de l'église de Saint-Paul-Trois-Châteaux
                - Françoise de Moreton x N. de Laudun, seigneur d'Aramon
                - Elisabeth de Moreton x Claude de Hautvilar

            - Antoine de Moreton, garde de Saint-Malo
            - Louise de Moreton
            - Dauphine de Moreton

        - Deganesse Guigonis alias Moreton x Louis d'Audigier
        - Guillemette Moreton x Pierre de la Porte
        - Catherine Moreton x Arnaud Audouard

      - Pierre Guigues Moreti (+ v. 1404) x Béatrix de Roynac
        - Martin Moreti x 1404 Marie de Maulmont
          - Martin Moreton (+1424), tué à la bataille de Verneuil
          - Jean Moreton
          - Marguerite Moreton

        - Claire Moreti
        - Catherine Moreti

      - Béatrix Guigues Moreti x Raymond de Chavanon, seigneur de Truinas

    - Hugues de Moreton (+ 1325), chevalier du Valentinois, tué à la bataille de Varey
    - Pierre Guigues Moreti, chevalier de Châteauneuf de Mazenc
      - Godefroy Guigues Moreton, chevalier co-seigneur de Châteauneuf de Mazenc x Menjone de La Gorce
      - Gonet Guigues Moreti
      - Hugues Moreti
      - Pierre Moreti, chanoine de Die et de Mende

    - Guigonne Guigues x Arnaud de Valréas

## Demeures
- Château de Chabrillan, dans la Drôme, en Auvergne-Rhône-Alpes.
- Hôtel de Chabrillan, hôtel particulier à Montélimar, dans la Drôme, en France.
- Hôtel de Chabrillan ou hôtel de Besenval, à Paris.
- Château de Digoine

### Fonds d'archives
- Des papiers des domaines de Thugny, qui appartenaient à Louis-Olivier Théodore Guigues de Moreton de Chabrillan, sont conservés aux Archives nationales, site de Pierrefitte-sur-Seine, sous la cote 15AP : Inventaire du fonds 15AP.